# Vor Morgengrauen
Vor Morgengrauen (Originaltitel: Just Before Dawn, auch bekannt als Blutige Dämmerung) ist ein US-amerikanischer Horrorfilm aus dem Jahr 1981 unter der Regie von Jeff Lieberman. Der Film kombiniert Elemente des Slasher-Films und des Backwood-Genres.

## Handlung
Zwei Männer, die in den Bergwäldern auf Jagd gehen, werden von einem Verrückten angegriffen. Während einer von ihnen getötet wird, gelingt dem anderen, Ty, die Flucht. Zur selben Zeit machen sich fünf Freunde, Warren, Constance, Daniel, Megan und Jonathan, auf den Weg in die Berge, wo Warrens Familie ein Grundstück besitzt. Als der Wildhüter McLean ihnen von der Reise abrät, ignorieren sie seine Warnung und fahren weiter. Im Wald treffen sie auf Ty, der sie noch einmal warnt, doch auch ihn nimmt die Gruppe nicht ernst, da sie ihn für verrückt hält.
Auf Warrens Grundstück angekommen schlägt die Gruppe ihre Zelte auf. Am nächsten Morgen treffen sie während einer Wanderung auf die junge Bergbewohnerin Merry Cat Logan, der Jonathan kurze Zeit später in den Wald folgt. Auf einer Hängebrücke wird er von demselben Verrückten überrascht und verletzt, der schon die Jäger angegriffen hat. Als Jonathan versucht das andere Ende der Brücke zu erreichen, reißt diese. Jonathan klettert an der zerstörten Brücke nach oben, wo schon der Verrückte auf ihn wartet und ihn in den Fluss stößt. 
Megan und Daniel erforschen währenddessen die umliegenden Wälder und stoßen auf eine alte Kirche mit Friedhof. Dort werden sie von dem Verrückten überrascht. Es stellt sich heraus, dass es sich nicht nur um einen Täter handelt, sondern um mörderische Zwillinge. Megan und Daniel werden von diesen getötet. 
Warren und Constance kehren zurück zum Camp, ohne zu wissen, dass ihre Freunde tot sind. Sie finden Jonathans Leiche im Fluss und machen sich daraufhin auf die Suche nach den anderen. Als sie niemanden finden und die Nacht hereinbricht, wollen sie Jonathans Leiche bergen, die jedoch verschwunden ist. Währenddessen informiert Ty Ranger McLean, der sich auf die Suche nach den jungen Leuten macht. Er kommt am Haus der Logans, Merry Cats Familie, vorbei. Es stellt sich heraus, dass die mörderischen Zwillinge Merrys durch Inzest geistig gestörte Brüder sind. Constance und Warren werden von den zwei Brüdern angegriffen. McLean kann einen der beiden erschießen. Der zweite Bruder überfällt die zwei überlebenden Camper, die gerade aufbrechen wollen, vor ihren Zelten. In einem Kampf wird Warren schwer verletzt. Constance tötet den Verrückten, indem sie ihn mit ihrer Faust erstickt.

## Kritiken
„Miserabel gespielte Billigkost, gewalttätig und spekulativ.“

## Hintergrund
- Regisseur Liebermann nennt Beim Sterben ist jeder der Erste (1972) als Haupteinfluss für seinen Film.
- Der deutsche Videotitel des Films lautet Blutige Dämmerung.
- Die Indizierung des Films wurde 2009 wieder aufgehoben, im Januar 2020 wurde die Altersfreigabe auf 16 Jahre herabgesetzt.[3]